# Pasar Siulak Gedang
Pasar Siulak Gedang is een bestuurslaag in het regentschap Kerinci van de provincie Jambi, Indonesië. Pasar Siulak Gedang telt 496 inwoners (volkstelling 2010).